# Marama Davidson
Marama Mere-Ana Davidson, née le 29 décembre 1973 à Auckland, est une femme politique néo-zélandaise, qui est entré au parlement néo-zélandais en 2015 en tant que représentant du parti vert d'Aotearoa Nouvelle-Zélande,.
Marama Davidson provoque notamment la polémique en 2023 en qualifiant le Parti national de « parti raciste » et en affirmant que « les hommes cisgenres blancs sont la cause des violences dans le monde ».